# جمعية الإصلاح والتوجيه الاجتماعي
جمعية الإصلاح والتوجيه الاجتماعي هي حركة إماراتية دعوية اجتماعية خيرية ذات توجه سياسي إسلامي تأسست سنة 1974، تنتهج أسلوب دعوي سلمي إصلاحي وسطي، تنتمي لجماعة الإخوان المسلمين. ومحظورة في الإمارات، يترأسها سلطان كايد القاسمي، المعتقل حاليا مع عشرات النشطاء المنتسبين للحركة.

## تاريخ
بالتزامن مع الصحوة الإسلامية التي عمت كل أقطار العالم العربي والإسلامي، ظهرت في دولة الإمارات رموز دعت إلى الإصلاح، فكانت أول ثمرة لهذه الدعوة إنشاء جمعية الإصلاح بدبي وفروع لها في الإمارات الأخرى، بمباركة حكام الإمارات. وكان صوتها الإعلامي هو «مجلة الإصلاح». وكان دعاتها يركزون على التمسك بالهوية العربية الإسلامية والنهل من العلوم العصرية في آن واحد، ويشنون حملات إعلامية مناهضة للفساد الأخلاقي. خرجت بعدها من رحم الجمعية اللجنة الإسلامية للإغاثة سنة 1987، والتي عملت على رعاية الفئات المحتاجة ودعمها ابتداء من رعاية الطلبة والحج والعمرة ومساعدة المناطق المتضررة من الكوارث والحروب. كما عملت على تقليص نسبة العنوسة من خلال المساهمة بتشجيع الشباب على الزواج بإنشاء صالات مجانية للأفراح.
في الفترة من التأسيس وحتى عام 1994م كانت الرئاسة الفخرية للجمعية لكل من محمد بن خليفة آل مكتوم والحاج سعيد لوتاه صاحب فكرة أول مصرف إسلامي في العالم الحديث والمسمى ببنك دبي الإسلامي.

### المضايقات الأمنية
في خِضَم الربيع العربي شن النظام الإماراتي حملة اعتقالات وسط أعضاء جمعية الإصلاح سنة 2012، بلغ عددهم إلى غاية 30 ديسمبر 74 سجين، بتهمة ارتباطهم بتنظيم غير قانوني يجمع اموال بطريقة غير مشروعة وله ارتباطات مالية وتنظيمية وسياسية بالخارج. وبتهمة التآمر على أمن الدولة. وفي 15 يوليو، اعلنت السلطات الإماراتية انها فككت مجموعة كانت تعد مخططات ضد أمن الدولة، وفي نهاية نفس الشهر اتهم قائد شرطة دبي ضاحي خلفان جماعة الاخوان المسلمين بالسعي إلى الإطاحة بالأنظمة الخليجية، ملمحا انتساب أعضاء جمعية الإصلاح الإسلامية لفكر للاخوان، الأمر الذي تنفيه الحركة. حيث تربط السلطات جمعية الإصلاح بالإخوان المسلمين بتشابه هيكلها التنظيمي لهيكل جماعة الإخوان المسلمين في الدول العربية، بوجود منسق عام، ومكتب تنفيذي، ومجلس شورى، وإدارة القواعد للجان فرعية على مستوى كل إمارة في الدولة، وكل ذلك في إطار ثلاثة أهداف رئيسية «أولها تهيئة المجتمع للتنظيم، بعد التغلغل فيه، ثم الاستيلاء على السلطة، وإقامة حكومة دينية، وقبل ذلك استقطاب اثنين في المائة من المواطنين لعضوية التنظيم، على أن يكون لهم في الحكومة نحو خمس حقائب وزارية، واستثمارات تتعدى مليار درهم في الدولة»، حسب تصريحات أجهزة الأمن الإماراتية.
قامت السلطات الإماراتية بسحب الجنسية من دعاة ينتمون إلى الجمعية، كان أبرزهم الذين تبنوا عريضة أسميت بعريضة المجلس الوطني التي تطالب بإنشاء برلمان ديمقراطي، ووقع عليها أزيد من ألف مواطن خاصة من المفكرين ونخبة المثقفين.

## وصلات خارجية
- دعوة الإصلاح، الموقع الرسمي للحركة.